# Delta Cephei
Delta Cephei (δ Cep / δ Cephei) este o stea din constelația Cefeu.
Delta Cephei este prototipul cefeidelor, în latină Cepheidus Prototypus. Variabilitatea sa a fost descoperită de John Goodricke în 1784, fiind a doua Cefeidă căreia i-a fost observată  variabilitatea, după Eta Aquilae, descoperită mai devreme, în același an.

## Caracteristici
Spre deosebire de Algol, o stea binară cu eclipse, variabilitatea stelei Delta Cephei este datorată pulsațiilor stelei. Ea variază cu o magnitudine de la 3,48 la 4,37, iar tipul său spectral fluctuează, și el între, F5 și G3. Perioada este de 5 zile, 8 ore, 47 de minute și 32 de secunde. Evoluția spre maximum este mai rapidă decât declinul spre minimum. Este una dintre puținele stele variabile cărora li se poate aprecia schimbarea periodică a strălucirii, fără ajutorul instrumentelor. Mai târziu, s-a descoperit că există două tipuri de cefeide, Delta Cephei fiind cunoscută, în prezent, ca fiind de tipul I (clasic).

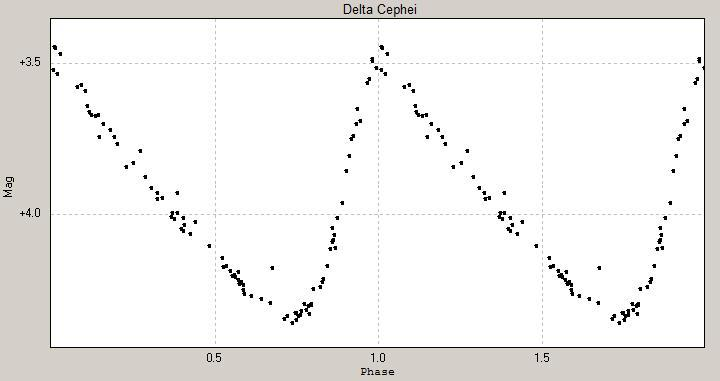
Variația magnitudinii stelei Delta Cephei în raport cu pulsațiile

Se crede că stelele de acest tip se formează cu mase mergând de la 3 la 30 de ori masa Soarelui, apoi, trec în secvența principală ca și stelele de tip B. Cu hidrogenul consumându-se în nucleu, aceste stele instabile sunt în prezent într-un stadiu mai avansat de combustie nucleară.
Cunoașterea distanței față de steaua Delta Cephei și de alte stele de același tip este esențială pentru calibrarea raportului lor perioadă-luminozitate; aceste eforturi au fost tulburate până acum de exactitatea paralaxei. Totuși, în 2002, Telescopul spațial Hubble a fost folosit pentru determinarea distanței de steaua Delta Cephei (și de RR Lyrae, o altă candelă standard) cu eroare mai mică de 4%: 273 de parseci (sau 890 de ani-lumină).
Delta Cephei are și un companion, o stea de clasă B, de 500 de ori mai luminoasă decât Soarele. Companionul se află față de steaua principală la circa 41 de secunde de arc, care, la acea distanță, corespunde la circa 12.000 de unități astronomice distanță, și cu magnitudinea 13. Totuși se crede că este doar un companion optic și nu este legat gravitațional de steaua principală, Delta Cephei.